# Баптисты седьмого дня
Баптисты седьмого дня (англ. Seventh Dау Baptists, SDB, БСД) — христианская протестантская конфессия, объединяющая баптистов, которые соблюдают субботу (седьмой день недели) и стремятся обосновывать свою практику учением Библии.

## История
Первой общиной баптистов седьмого дня считается собрание в Милл-Ярде (Лондон) в 1651 году под руководством доктора Питера Чемберленa. Стивен Мамфорд (Stephen Mumford), баптист седьмого дня из Англии, прибыл в Род-Айленд в 1665 году и, не найдя там ни одной общины, соблюдающей субботу, вступил в баптистскую общину, поклоняющуюся в воскресный день, в Ньюпорте (пастор Джон Кларк (1609—1676). С. Мамфорд и его последователи посещали эту церковь до 1671 года, пока не основали в Ньюпорте первую американскую церковь баптистов седьмого дня. Вскоре после этого возникли конгрегации в штатах Пенсильвания и Нью-Джерси, откуда они распространились на север — в Коннектикут, Нью-Йорк и на юг — в Вирджинию, Северную и Южную Каролину. Субботничество также появилось среди немцев в Эфрате, штат Пенсильвания (1735) и было организовано как Немецкое религиозное общество баптистов седьмого дня в 1814 году. Генеральная конференция баптистов седьмого дня как полностью автономное объединение баптистских церквей седьмого дня была создана в 1801 году.

## Учение
Баптисты седьмого дня, как и другие баптисты, верят в:
- Священное Писание (39 книг Ветхого Завета и 27 книг Нового Завета) как единственный и абсолютный источник веры и христианской практики (принцип Sola Scriptura).
- Бог един в трёх лицах (Бог-Отец, Бог-Сын и Святой Дух). Только Он достоин принять честь и славу.
- Они отвергают поклонение изображениям, святым, мощам и Деве Марии как небиблейскую практику (принцип Soli Deo gloria).
- Спасение человека совершается только по благодати через веру, независимо от дел. Человек с греховной природой не может делать ничего, чтобы заслужить расположение Бога. Вот почему Иисус Христос умер на кресте и воскрес из мёртвых, предлагая верующим в него вечную жизнь бесплатно (принцип Sola gratia).
- Рождение свыше (обращение) — единый акт примирения грешника с Богом, состоящий в преобразовании человеческой жизни (возрождение) Духом Святым. Возрождение происходит в ответ Бога на искреннюю молитву грешника, в котором он исповедует Иисуса Христа своим единственным Господом. Это делается только на основе веры (принцип Sola fide).
- Спасение обусловлено рождением свыше. Не влияет на спасение принятие таинств или членство в какой-либо церкви, но только истинные отношения с Христом, который является единственным посредником между человеком и Богом. Отвергаются человеческие священники и ходатаи (принцип Solus Christus).
- Церковь — универсальное сообщество людей, получивших спасение, независимо от религии, к которой они принадлежат. Эта церковь является вселенской (объединяет всех христиан) и невидимой.
- Благовестие заповедано всем христианам, и оно должно быть осуществлено по всей Земле.
- Крещение является одним из двух установлений Иисуса Христа, которое он дал своей Церкви. Принимается после исповедания веры (публичное заявление о рождении свыше), и только в сознательном возрасте. Крещение должно совершаться путём полного погружения в воду прошедшего наставление после произнесения троичной формулы. Крещение является внешним признанием Иисуса Христа господином своей жизни и основанием для членства в поместной церкви. Баптисты отвергают крещение младенцев и считают его недействительным, необоснованным, противоречащим учению Нового Завета и особенно вредным, поскольку оно полагает возможность спасения без сознательного, личного обращения (рождения свыше) и, следовательно, воспринимается как таинство, или обряд, являющийся источником божественной благодати. Баптисты признают источник благодати только во Христе.
- Вечеря Господня как второе установление, совершаемое в память о смерти Иисуса Христа, во время которого верующие принимают хлеб и вино как символ крестных страданий. Баптисты седьмого дня отвергают доктрину пресуществления (реального присутствия Иисуса Христа в причастии) и таинства, не считают евхаристический хлеб жертвой.
- Видимое Второе пришествие Христа в конце мира, Страшный Суд и воскресение мертвых.
- Отделение церкви от государства и свобода совести[4].
- Баптисты седьмого дня верят, что  что "святым днём", данным Богом человеку для поклонения уже при Сотворении мира, является суббота (суббота была дана до грехопадения человека и до Закона Моисеева). В соответствии с Лондонским вероисповеданием 1689 года, баптисты седьмого дня считают, что Декалог (Десять заповедей, изложенных в Моисеевом Пятикнижии, в Книге Исход) является неизменным в качестве "Божественного нравственного закона", обязательного для всех людей. Они полагают, что Новый Завет подтверждает практику празднования субботы в христианской церкви в I веке н. э. В качестве примера приводят Иисуса Христа, апостолов и первых христиан, которые, по их убеждению, соблюдали субботу. В то же время баптисты седьмого дня утверждают, что введение воскресенья как дня Господня в Церкви произошло только после смерти апостолов. Этот факт они считают более поздним компромиссом с язычеством, не имеющим под собой какого бы то ни было библейского основания[4].

## Организация
Баптисты седьмого дня, как и другие баптисты (см. Баптистское вероучение), придерживаются конгрегациональной формы церковного правления: каждая поместная церковь имеет автономию, и её членство в национальных ассоциациях баптистских церквей седьмого дня является добровольным. Целью национальных ассоциаций признаётся не осуществление верховной власти над общинами, но координация деятельности полностью автономных поместных церквей, сохранение доктринального единства баптистов седьмого дня в основных вопросах веры, взаимная поддержка и благовестие, а также административно-правовое представительство в конкретной стране. Пасторы и диаконы избираются поместной церковью, а не назначаются сверху. Молитвенные дома являются собственностью поместных общин.

## Современность
В 1995 году в США насчитывалось 4885 баптистов седьмого дня в 78 общинах, в Англии — 55 верующих в двух общинах, в Канаде — 40 членов в рамках одной конгрегации. Объединения баптистов седьмого дня существуют также и в других странах. Всемирная федерация баптистов седьмого дня, основанная в 1964—1965 годах в настоящее время объединяет более 50 000 баптистов седьмого дня из 22 стран и 17 организаций. Большинство баптистов седьмого дня проживают в Океании (преимущественно в Австралии и Новой Зеландии), Южной Америке (главным образом в Бразилии и Аргентине), Европе (особенно в Голландии, Германии и Польше), Азии (главным образом на Филиппинах, в Индии и Бирме), в Африке (в частности, в Южно-Африканской Республике, Мозамбике и Нигерии), Северной Америке (США, Канада и Мексика), в Гайане и на Ямайке.
Кроме признания субботы, а не воскресенья, святым днём, никаких других существенных различий между баптистами седьмого дня и другими баптистами нет (см. Баптистское вероучение). Правление Генеральной конференции баптистов седьмого дня (США и Канада) находится в Джейнсвилле, штат Висконсин. Офис Миссионерского общества находится в Уэстерли, Род-Айленд, а комитет христианского образования — в Альфред-Стейшн, штат Нью-Йорк. Генеральная конференция баптистских церквей седьмого дня США и Канады является членом Всемирного союза баптистов.

## Баптисты седьмого дня и первые адвентисты седьмого дня
Начало соблюдения субботы адвентистами связано с тем, что некоторые нью-гэмпширские адвентисты оказались под влиянием Рэйчел Оукс Престон), которая принадлежала к баптистам седьмого дня, и в 1844 году начали поклоняться в субботу. Один из них, Уильям Фарнсворс, однажды во время утреннего воскресного богослужения объявил, что отныне он намерен соблюдать субботу в соответствии с четвёртой заповедью. Его поддержало около двенадцати человек; это и были первые адвентисты седьмого дня.